# Помпея (дружина Цезаря)
Помпея (*Pompeia, 89 до н. е. —після 61 до н. е.) — римська матрона часів Римської республіки.

## Життєпис
Походила з впливового плебейського роду Помпеїв Руфів. Донька Квінта Помпея Руфа і Корнелії. Була відома своєю красою. У 67 році до н. е. вийшла заміж за Гая Юлія Цезаря, згодом диктатора.
У грудні 62 року до н. е. була втягнута у великий скандал, коли впустила в будинок свого коханця Публія Клодія, переодягненого у жіночу сукню, під час релігійної церемонії в честь Доброї Богині, на яку не допускалися мужчини. Після цього Цезар розлучився з Помпеєю, але на суді у справі про паплюження таїнств заявив, що по суті справи нічого не знає.
Незабаром після цього вийшла заміж за Публія Ватінія, консула 47 року до н. е. Про подальшу долю Помпеї немає відомостей.